# مارک کیل
 مارک کیل (انگلیسی: Mark Keil؛ زادهٔ ۳ ژوئن ۱۹۶۷) یک تنیس‌باز اهل ایالات متحده آمریکا است.